# 10634 Пепебіцан
10634 Пепебіцан (10634 Pepibican) — астероїд головного поясу, відкритий 8 квітня 1998 року.
Тіссеранів параметр щодо Юпітера — 3,468.
Названо на честь видатного чеського футболіста Йозефа «Пепе» Біцана (чеськ. Josef «Pepi» Bican, 1913-2001).